# Melki járás
A Melki járás Ausztriában, Alsó-Ausztria tartományban található. Melki járás Amstetteni, Sankt Pölten-Land, Scheibbs-i, Zwettli, Kremsvidéki és Pergi járásokkal határos. Lakosainak száma 77 962 fő (2019. január 1.).

## A járáshoz tartozó települések
- Artstetten-Pöbring
- Bergland
- Bischofstetten
- Blindenmarkt
- Dorfstetten
- Dunkelsteinerwald
- Emmersdorf an der Donau
- Erlauf
- Golling an der Erlauf
- Hofamt Priel
- Hürm
- Kilb
- Kirnberg an der Mank
- Klein-Pöchlarn
- Krummnußbaum
- Leiben
- Loosdorf
- Mank
- Marbach an der Donau
- Maria Taferl
- Melk
- Münichreith-Laimbach
- Neumarkt an der Ybbs
- Nöchling
- Persenbeug-Gottsdorf
- Petzenkirchen
- Pöchlarn
- Pöggstall
- Raxendorf
- Ruprechtshofen
- Schollach
- Schönbühel-Aggsbach
- Sankt Leonhard am Forst
- Sankt Martin-Karlsbach
- Sankt Oswald
- Texingtal
- Weiten
- Ybbs an der Donau
- Yspertal
- Zelking-Matzleinsdorf